# Nationalstraße 8 (Taiwan)
Die Nationalstraße 8 (chinesisch 國道八號, Pinyin Guódào bā hào, engl. National freeway 8) ist eine Autobahn in Taiwan. Die Autobahn ist 16 Kilometer lang und verläuft im Stadtgebiet der Stadt Tainan. Sie beginnt im Stadtbezirk Annan, kreuzt dann die Autobahn  und die Autobahn  und endet im Stadtbezirk Xinhua.

## Straßenbeschreibung
Die Autobahn beginnt an der Provinzstraße  und verfügt über 2 × 2 Fahrspuren. Die Autobahn verläuft durch flaches Gebiet teilweise parallel zu anderen Straßen. Nach Überquerung der Autobahn 1 verläuft die Autobahn durch den Stadtbezirk Xinshi und kreuzt dann die Autobahn 3. Zum Ende geht die Autobahn 8 in die Provinzstraße  über die weiter ins Landesinnere verläuft.

## Geschichte
Die gesamte Autobahn wurde für den Verkehr am 16. August 1999 eröffnet.

## Eröffnungsdaten der Autobahn
| von            | nach            | Länge | Datum           |
| -------------- | --------------- | ----- | --------------- |
| Annan (Tainan) | Xinhua (Tainan) | 16 km | 16. August 1999 |

## Verkehrsaufkommen
Im Jahr 2009 wurde die Autobahn täglich von 45.000 Fahrzeugen genutzt.

## Ausbau der Fahrbahnen
| von    | nach   | Länge | Fahrspuren |
| ------ | ------ | ----- | ---------- |
| Tainan | Xinhua | 16 km | 2 × 2      |